# Oualga
Oualga est une localité située dans le département de Kaya de la province du Sanmatenga dans la région Centre-Nord au Burkina Faso.

## Géographie
Oualga est situé à 2,5 km au sud-est de Namsigui, à environ 22 km au nord-ouest du centre de Kaya, la principale ville de la région. Le village est à 3 km à l'ouest de la route nationale 15 reliant à Kaya à Kongoussi.

## Économie
L'orpaillage artisanal est une activité ancienne du village qui a exploité des filons aurifères dans les années 1990 puis qui ont été abandonnés. En 2016, dans un contexte général national de reprise des prospections, les vieux filons de Oualga ont été à nouveau exploités provoquant des accidents mortels.

## Éducation et santé
Le centre de soins le plus proche de Oualga est le centre de santé et de promotion sociale (CSPS) de Namsigui tandis que le centre hospitalier régional (CHR) se trouve à Kaya.
Oualga possède deux écoles primaires publiques (A et B).